# Tratto Montano del Bacino della Fiumara di Agrò
Tratto Montano del Bacino della Fiumara di Agrò este o arie protejată (arie specială de conservare — SAC, sit de importanță comunitară — SCI) din Italia întinsă pe o suprafață de 4.536 ha, integral pe uscat.

## Localizare
Centrul sitului Tratto Montano del Bacino della Fiumara di Agrò este situat la coordonatele 37°57′20″N 15°13′27″E / 37.955556°N 15.224167°E.

## Înființare
Situl Tratto Montano del Bacino della Fiumara di Agrò a fost declarat sit de importanță comunitară în septembrie 1995 pentru a proteja 7 specii de animale. Situl a fost protejat și ca arie specială de conservare în decembrie 2015.

## Biodiversitate
Situată în ecoregiunea mediteraneană, aria protejată conține 13 habitate naturale: Păduri de Quercus ilex și Quercus rotundifolia, Râuri mediteraneene cu debit intermitent, cu specii de Paspalo-Agrostidion, Păduri de stejar alb estice, Tufărișuri termo-mediteraneene și de pre-deșert, Pseudostepă cu ierburi și specii anuale de Thero-Brachypodietea, Grohotișuri termofile și vest-mediteraneene, Păduri aluvionare cu Alnus glutinosa și Fraxinus excelsior (Alno-Padion, Alnion incanae, Salicion albae), Păduri de Platanus orientalis și Liquidambar orientalis (Platanion orientalis), Fânețe de joasă altitudine (Alopecurus pratensis, Sanguisorba officinalis), Peșteri inaccesibile publicului, Pante stâncoase calcaroase cu vegetație casmofită, Galerii de Salix alba și de Populus alba, Râuri cu maluri nămoloase cu vegetație de Chenopodion rubri p.p. și Bidention p.p..
La baza desemnării sitului se află mai multe specii protejate de  păsări (7): Alectoris graeca whitakeri, porumbel gulerat (Columba palumbus), șoim călător (Falco peregrinus), găinușă de baltă (Gallinula chloropus), gaia neagră (Milvus migrans), viespar (Pernis apivorus), turturică (Streptopelia turtur)
Pe lângă speciile protejate, pe teritoriul sitului au mai fost identificate 28 de specii de plante, 4 specii de amfibieni, 4 specii de mamifere, 64 de specii de nevertebrate, 8 specii de reptile.